# 330 North Wabash
330 North Wabash – wieżowiec w Chicago, w stanie Illinois, w Stanach Zjednoczonych, o wysokości 212 m. Budynek został otwarty w 1973, posiada 47 kondygnacji.